# Força Aérea da Sérvia
A Força Aérea da Sérvia é o ramo aéreo das Forças Armadas da Sérvia. Criada no dia 24 de Dezembro de 1912, na cidade de Niš, foi absorvida pela Jugoslávia entre 1918 e 2006.